# Bratulići (Barban)
Pour les articles homonymes, voir Bratulići.
Bratulići (en italien : Bratelli) est une localité de Croatie située en Istrie, dans la municipalité de Barban, dans le comitat d'Istrie.